# Los novios (Ponchielli)
Los novios (título original en italiano, I promessi sposi) es la segunda ópera del compositor Amilcare Ponchielli, compuesta sobre libreto de varios autores, entre los que estuvo el propio compositor, basado en la novela homónima de Alessandro Manzoni. Se estrenó en el Teatro Concordia de Cremona el 30 de agosto de 1856.
El libreto fue reelaborado para representaciones posteriores, como la del Teatro dal Verme de Milán el 4 de diciembre de 1872. La última y decisiva revisión del libreto fue confiada a Emilio Praga. La ópera no fue muy fiel a la novela de Manzoni. Faltan de hecho episodios importantes e incluso algunos personajes clave como Don Abbondio y Perpetua.

## Personajes
| Personaje                                                                        | Tesitura     | Reparto del estreno, 30 de agosto de 1856 |
| -------------------------------------------------------------------------------- | ------------ | ----------------------------------------- |
| Don Rodrigo                                                                      | barítono     | Brogi Augusto                             |
| L'innominato                                                                     | bajo         | Manfredini Luigi                          |
| Il cardinale Federigo                                                            | bajo         | Calcaterra Giovanni                       |
| La signora di Monza                                                              | mezzosoprano | Barlani Dini Eufemia                      |
| Fra Cristoforo                                                                   | bajo         | Junca Marcello                            |
| Lucia                                                                            | soprano      | Brambilla Teresa                          |
| Agnese, su madre                                                                 | soprano      | Bonalumi Bice                             |
| Renzo                                                                            | tenor        | Fabbri Pietro                             |
| Il Griso, bravo de Don Rodrigo                                                   | bajo         | Erfi Giovanni                             |
| Tonio                                                                            | tenor        |                                           |
| Coro: Caballeros, campesinos y campesinas, bravos, séquito del cardenal, pueblo. |              |                                           |